# Blue (maskot)

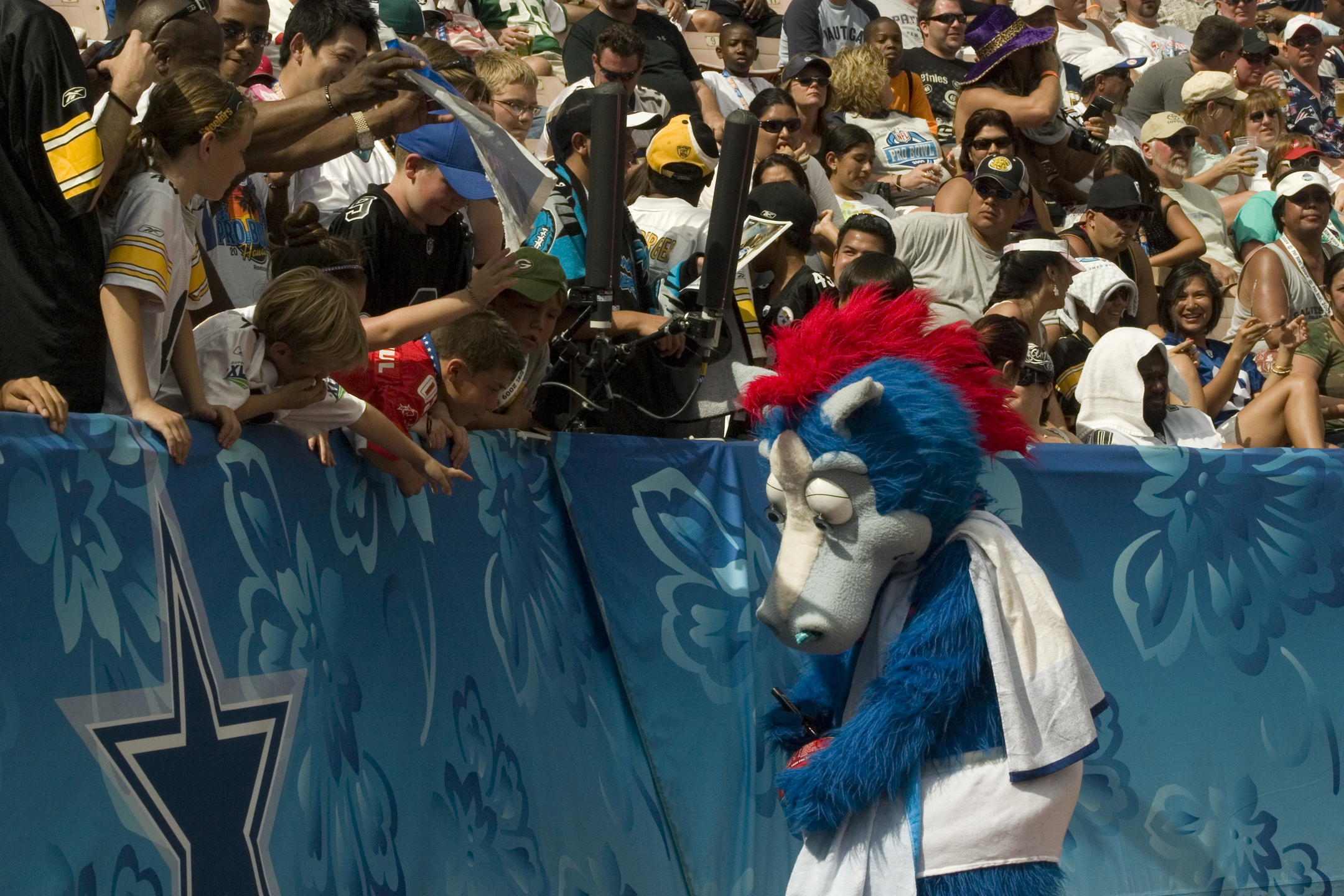
Blue během Pro Bowlu 2009.

Blue je oficiální maskot klubu Indianapolis Colts, profesionálního týmu amerického fotbalu hrající National Football League. Je to antropomorfní modrý kůň s bílou nebo červenou hřívou, který obléká bílý dres Colts s koňskou podkovou vpředu. Poprvé byl představen 17. září 2006 v prvním domácím utkání této sezóny a Colts v něm v RCA Dome zdolali Houston Texans 43:24. Toto vítězství bylo signálem dobrých věcí příštích, jak pro maskota, tak pro klub. Tu sezónu totiž Colts získali Super Bowl XLI, což byl první titul od přesídlení do Indianapolisu (a druhý celkově). Od té doby slouží Blue jako symbol štěstí pro tým a zároveň baví fanoušky na tribunách během utkání.